# Shariaraad
De islamitische Shariaraad is een in Londen gevestigde, quasi-islamitische rechtbank, of adviesraad, die juridische uitspraken en advies biedt aan moslims. De terechtstelling wordt gebaseerd op de vier soennitische Madhabs, scholen van jurisprudentie (Hanafi, Hanbali, Maliki en Shafi'i), die de primaire bron vormen voor de regels van de islamitische wet, de Sharia, die praktisch ieder aspect van het leven, van persoonlijke hygiëne tot macro-economie, bestrijkt. 
De raad handelt in de eerste plaats in het geval van huwelijk en echtscheiding en, in mindere mate bij financiële zaken. De raad heeft geen wettelijke bevoegdheid of jurisdictie in het Verenigd Koninkrijk.
Haitham al-Haddad is voorzitter van de raad.